# Hwasu 1·Hwapyeong-dong
Hwasu 1·Hwapyeong-dong (koreanska: 화수1·화평동) är en stadsdel i staden Incheon i den nordvästra delen av Sydkorea, 30 km väster om huvudstaden Seoul. Den ligger i stadsdistriktet Dong-gu.